# Kuivajärvi (sjö i Finland, Lappland, lat 68,77, long 26,35)
Kuivajärvi är en sjö i Finland. Den ligger i kommunen Enare i landskapet Lappland, i den norra delen av landet, 1 000 km norr om huvudstaden Helsingfors. Kuivajärvi ligger 205,6 meter över havet. Arean är 5,32 kvadratkilometer och strandlinjen är 17,86 kilometer lång. Sjön  ingår i Pasvik älvs huvudavrinningsområde.   Den sträcker sig 4,3 kilometer i nord-sydlig riktning, och 3,8 kilometer i öst-västlig riktning.
I övrigt finns följande vid Kuivajärvi:
- Lammaspää (en kulle)
- Menesjärvi (en sjö)
- Noppavaara (en kulle)